# 스크룬다시

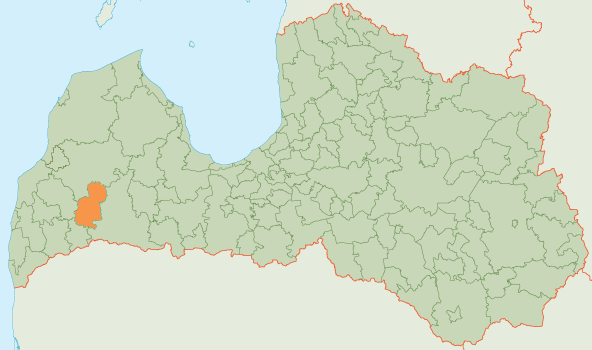
스크룬다 시의 위치

스크룬다시(라트비아어: Skrundas novads)는 라트비아의 지방 자치체로 행정 중심지는 스크룬다이며 면적은 553.2km2, 인구는 6,057명(2009년 기준), 인구 밀도는 11명/km2이다. 1개 도시, 4개 교구를 관할한다.